# سوبر صطار (مسرحية)
سوبر صطار، مسرحية كوميدية اجتماعية كويتية عرض
ت عام 2003، وتعبر من أشهر المسرحيات في الكويت ومن أبرزها الفنان الكبير طارق العلي شارك في المسرحية عبد الناصر درويش وخالد البريكي وشعبان عباس والمسرحية تعبر ناقد للبرنامج الشهير سوبر ستار.

## فريق العمل

### بطولة
طارق العلي
عبد الناصر درويش
خالد البريكي
شعبان عباس
ماغي مطران
إسماعيل سرور
نادية كرم

### تمثيل
شهاب حاجية
خالد العجيرب
إبراهيم الشيخلي
يونس العلوي
احمد الشمري
إخراج  نادر الحساوي 
الكاتب  تيسير عبد الله 
 المنتج  عيسى العلوي 